# Oligostachyum lanceolatum
Oligostachyum lanceolatum är en gräsart som beskrevs av Guang Han Ye och Zheng Ping Wang. Oligostachyum lanceolatum ingår i släktet Oligostachyum och familjen gräs. Inga underarter finns listade i Catalogue of Life.